# 寿綾乃
寿 綾乃（ことぶき あやの、1977年7月8日 - ）は、日本の元AV女優。

## 略歴
1996年12月25日の『デビュー・ガール』（マックス・エー）でAVデビュー。
AV女優となってから新宿のショーパブでトップレスのダンサーとしても活動した。
引退後も復刻作品が発売されている。また2011年1月にマックス・エーから発売された『MAX-A 15年分2000本の作品から厳選した巨乳BEST!!』でも最初に取り上げられた。

## 作品

### アダルトビデオ
- デビュー・ガール（1996年12月25日、MAX-A）
- 女教師狩り（1997年1月31日、MAX-A）
- 嬢熱（1997年2月21日、MAX-A）
- Hanky Pankyー桃色遊戯ー（1997年3月17日、シャイ企画）
- 挑発BODY（1997年4月8日、サクセスビデオ）
- あぶない放課後　新・女教師スペシャル　寿綾乃（1997年5月16日、V&Rプランニング）
- 全身ハードコア（1997年6月12日、V&Rプランニング）
- お天気お姉さん監禁レイプ（1997年8月24日、笠倉出版社）
- 被虐のレースクイーン 寿綾乃（1997年、シネマジック）
- 寿綾乃インサイドストーリー　○超快楽美乳娘 2（1998年4月15日、ビッグモーカル）

総集編、復刻作品など
- 美乳娘○超ハードコレクション 2（1998年10月22日、ビッグモーカル）
- レースクイーンBONDAGESPECIAL（1999年2月5日、シネマジック）
- BODY FILE 5 GOKU美伝説（1999年4月9日、ゼウスコレクション）オムニバス作品
- 被虐のレースクイーンEX（1999年7月23日、シネマジック）
- 全身ハードコア SPECIAL DVD版（2000年10月20日、V&Rプランニング）
- 女教師狩りSpecial（2001年6月15日/VHS 9月21日/DVD）
- MAX-A Anniversary 2（2001年12月7日、マックス・エー）総集編
- V＆R大全集 女教師20人。4時間 2（2002年8月21日、V&Rプロダクツ）総集編
- DECADE 寿綾乃（2006年12月1日、AINI）
- 黄金伝説 寿綾乃の原点（2010年5月28日、マックス・エー）復刻作品
- DECADE EX 24 風間ゆみ・寿綾乃（2010年6月4日、ピエロ）
- MAX-A 15年分2000本の作品から厳選した巨乳BEST!!（2011年1月28日、マックス・エー）総集編

## 雑誌
- オレンジ通信 1997年03月号（表紙）

## テレビ
- 土曜ワイド劇場「新・赤かぶ検事奮戦記9・郡上八幡盆踊り 完全犯罪殺人」（1999年7月10日、テレビ朝日）- 露天風呂の女客